# Фотографічна широта

Рис. 1. Характеристична крива типової фотоплівки

Фотографічна широта або динамічний діапазон фотоматеріалу — характеристика світлочутливого матеріалу: (фотоплівки, телевізійної трубки, матриці) в фотографії, телебаченні і кіно.
Фотографічна широта:
- Визначає здатність світлочутливого матеріалу правильно передавати різну яскравість об'єкта, що знімається.
- Вимірюється як відношення величин максимальної та мінімальної експозиції лінійної ділянки характеристичної кривої.
- Виражається у вигляді двійкового («ступені експозиції») або десяткового (позначається як 1.1D) логарифма цього відношення.

Правильна передача яскравості означає, що з деякою точністю рівні відмінності яскравостей елементів об'єкта передаються рівними відмінностями в його зображенні (іншими словами, передатна характеристика на даній ділянці досить лінійна). Для кольорових фотоматеріалів додатковим критерієм правильності є баланс білого кольору для відповідного діапазону експозицій.
де L — фотографічна широта, Н — експозиція (див. Рис. 1)
Динамічний діапазон фотоматеріалу — синонім фотографічної широти. У сучасній фотографії термін «Фотографічна широта» традиційно застосовується частіше для власне плівкового фотографічного процесу, в той час як «Динамічний діапазон» — для електронної апаратури (наприклад, телекамер) і в цифровій обробці зображень (наприклад, по відношенню до сканерів).

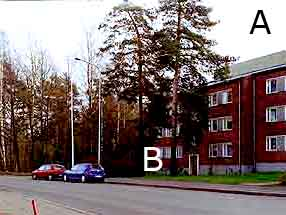
Рис. 2. Дефекти, пов'язані з недостатнім динамічним діапазоном: «вигоряння» (A) та зачорнення (B)

Термін «Фотографічна широта» може вживатися фотографами як позначення величини допустимого відхилення експозиції для конкретного фотоматеріалу в конкретних умовах зйомки, із збереженням передачі деталей у світлі і тінях сцени. У цьому випадку її величина залежить не тільки від властивостей фотоматеріалу та об'єкта зйомки, але і від завдання, яке ставить фотограф.
Термін «Фотографічна широта» також використовується як характеристика всього фотографічного процесу (а не окремого його елемента) — від об'єкту, що знімається, до кінцевого зображення. У цьому випадку вона може бути як менше фотографічної широти світлочутливого матеріалу (через недоліки перетворення зображення), так і більше її (завдяки застосуванню збільшення контрасту).
На фотографічну широту отриманого знімка також суттєво впливає правильний вибір експозиції. При недостатній експозиції покращується передача світлих напівтонів, але темні напівтони виявляться повністю зачорненими, при надмірній експозиції світла частина зображення виявиться повністю білою, але будуть краще передані темні напівтони. Таким чином невірний вибір експозиції призводить до втрати частини деталей на зображенні (див. Рис. 2). Штучне розширення динамічного діапазону забезпечує технологія HDR - в тому числі за рахунок поєднання зображень з недостатньою та надмірною експозицією.